# Necropsittacus rodricanus
Genre
Espèce
Statut de conservation UICN

 EX : Éteint
Necropsittacus rodricanus est une espèce de perroquets autrefois endémique de l'île Rodrigues et aujourd'hui disparue.
Son existence est attestée par plusieurs récits de voyageurs et quelques découvertes d'os plus récentes. Alexandre Guy Pingré est le dernier à l'avoir décrit en 1763 en se basant sur des observations faites en 1761. L'oiseau a probablement disparu peu après.
On soupçonne le perroquet rouge et vert disparu à La Réunion de ne former qu'une seule espèce avec le perroquet de Rodrigues. L'oiseau de l'île Maurice appelé Necropsittacus francicus étant lui-même soupçonné d'être de la même espèce que le volatile réunionnais, il se pourrait qu'un ensemble d'oiseaux décrits dans les trois îles principales des Mascareignes ne forme finalement qu'un seul taxon.

## Informations complémentaires
- Faune endémique de Rodrigues
- Liste des espèces d'oiseaux disparues